# Piśāca
Con il sostantivo maschile sanscrito piśāca (devanāgarī: पिशाच; s.f. piśācā o piśācinī; pāli: pisāca; cinese: 畢舍遮, bìshèzhē; giapponese: hishasha; vietnamita: tất xá già; coreano: 필사차 pilsacha; tibetano: sha za) si indica, nelle mitologie induiste e buddiste, un demone/orco simile ai rākṣasa, probabilmente così denominato sia per il suo colore giallo-rossastro (sanscrito: piśaṇga), sia per la sua smodata passione per la carne (piśāka). Originariamente, forse, la personificazione dei fuochi fatui.
Nella elaborazione cosmologica buddista inerente ai sei destini, i piśāca si pongono all'interno del mondo dei preta.